# Цзяннин

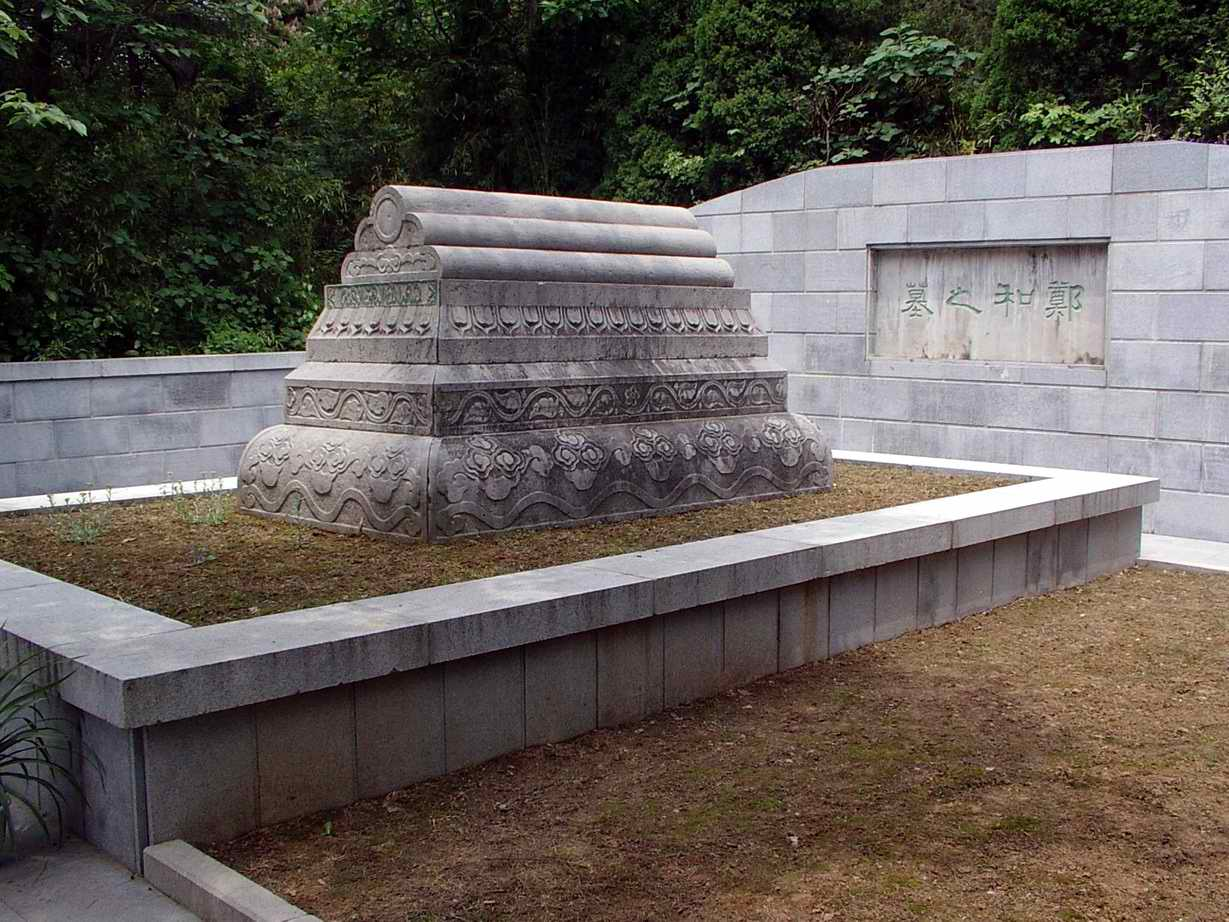
Кенотаф Чжэн Хэ

Цзянни́н (кит. упр. 江宁, пиньинь Jiāngníng, буквально: «речное спокойствие») — район городского подчинения города субпровинциального значения Нанкин провинции Цзянсу (КНР).

## География
Цзяннин расположен южнее реки Янцзы и исторического ядра Нанкина.  

## История
Во времена империи Западная Цзинь в 280 году из Цзянье был выделен уезд Линьцзян (临江县, «перед рекой»). Два года спустя он был переименован в Цзяннин (江宁县).
2 февраля 1997 года была учреждена Цзяннинская зона развития экономики. 21 декабря 2000 года уезд Цзяннин был преобразован в район городского подчинения.

## Административное деление
Район делится на 10 уличных комитетов:
- Гули (Guli, 谷里街道)
- Дуншань (Dongshan, 东山街道)
- Лукоу (Lukou, 禄口街道)
- Молин (Moling, 秣陵街道)
- Таншань (Tangshan, 汤山街道)
- Хушу (Hushu, 湖熟街道)
- Хэнси (Hengxi, 横溪街道)
- Цзяннин (Jiangning, 江宁街道)
- Цилинь (Qilin, 麒麟街道)
- Чуньхуа (Chunhua, 淳化街道)

## Экономика
Цзяннин специализируется на развитии высоких и новых технологий (электроника, информационные технологии, программное обеспечение, энергетическое и авиационное оборудование). В районе базируются Цзяннинская зона развития экономики (Jiangning Economic Development Zone), наукоград Цзыцзиньшань и центр авиационной промышленности (Jiangning Aviation Town). 
В Цзыцзиньшане расположен Центр международного культурного обмена «Шанциньхуай», где регулярно проходят конференции и выставки, посвящённые высоким технологиям.
В сельской местности выращивают рис и овощи, а также разводят креветок и уток.

## Транспорт
В районе расположен Международный аэропорт Нанкин Лукоу (по состоянию на 2018 год обслужил почти 28,6 млн пассажиров).
Железнодорожный вокзал Цзяннин обслуживает высокоскоростную линию Нанкин — Ханчжоу.

## Образование
В Цзяннине расположены большие кампусы четырёх ведущих университетов Нанкина — Юго-восточного университета, Китайского фармацевтического университета, Нанкинского медицинского университета и университета Хохай, а также Нанкинский технический институт коммуникаций и Британская школа Нанкина.

## Культура
На месте старого известнякового карьера в 2021 году был открыт парково-музейный комплекс.

## Достопримечательности
- Яньшаньский карьер
- Экологический парк Цилинь
- Гробница Чунин эпохи императора У-ди
- Мавзолей династии Южная Тан
- Храм Динлинь
- Музей Цзяннина
- Музей с кенотафом Чжэн Хэ
- Цветочные поля в деревне Сюйцзяюань[4]

## Галерея

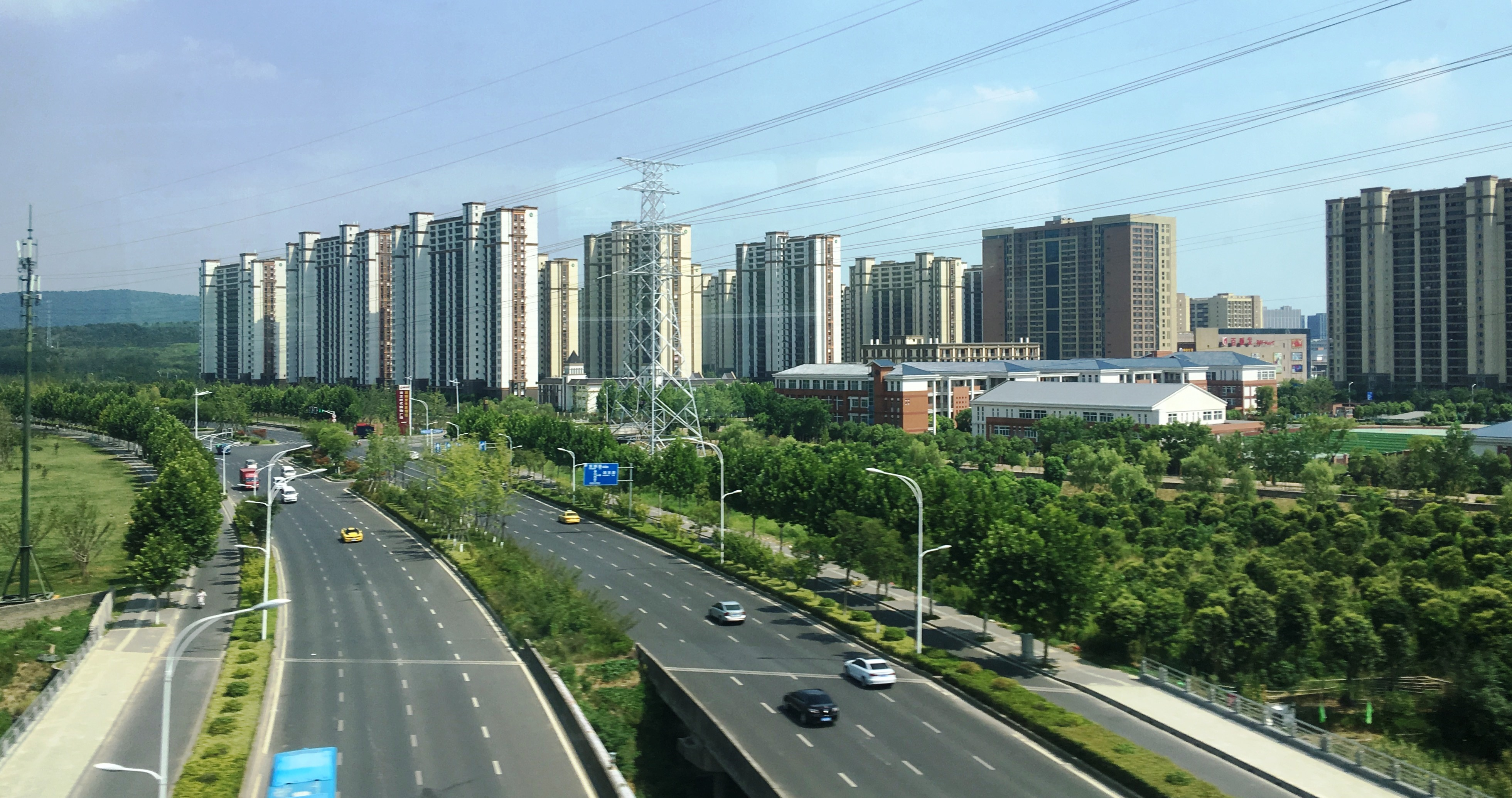
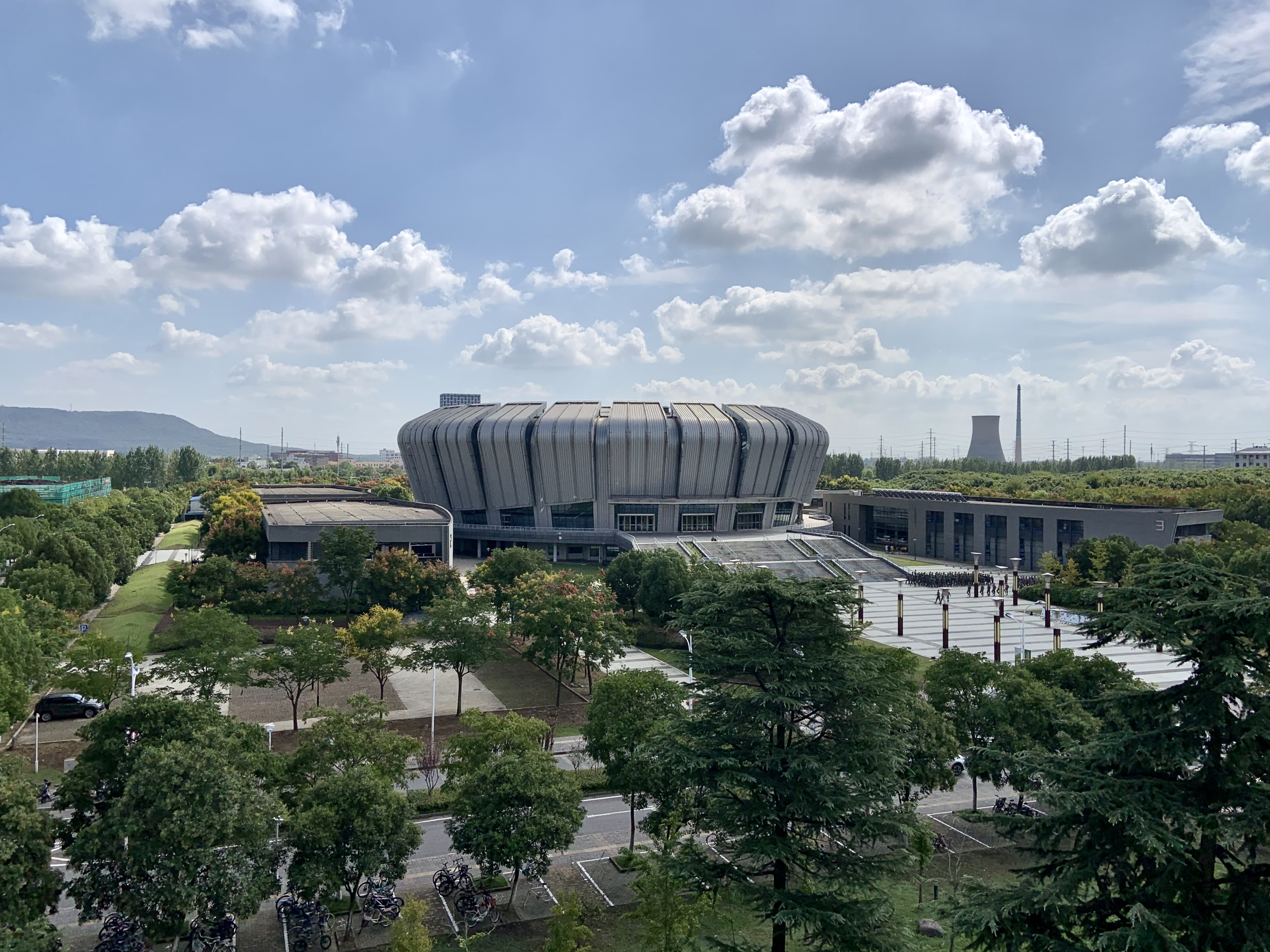
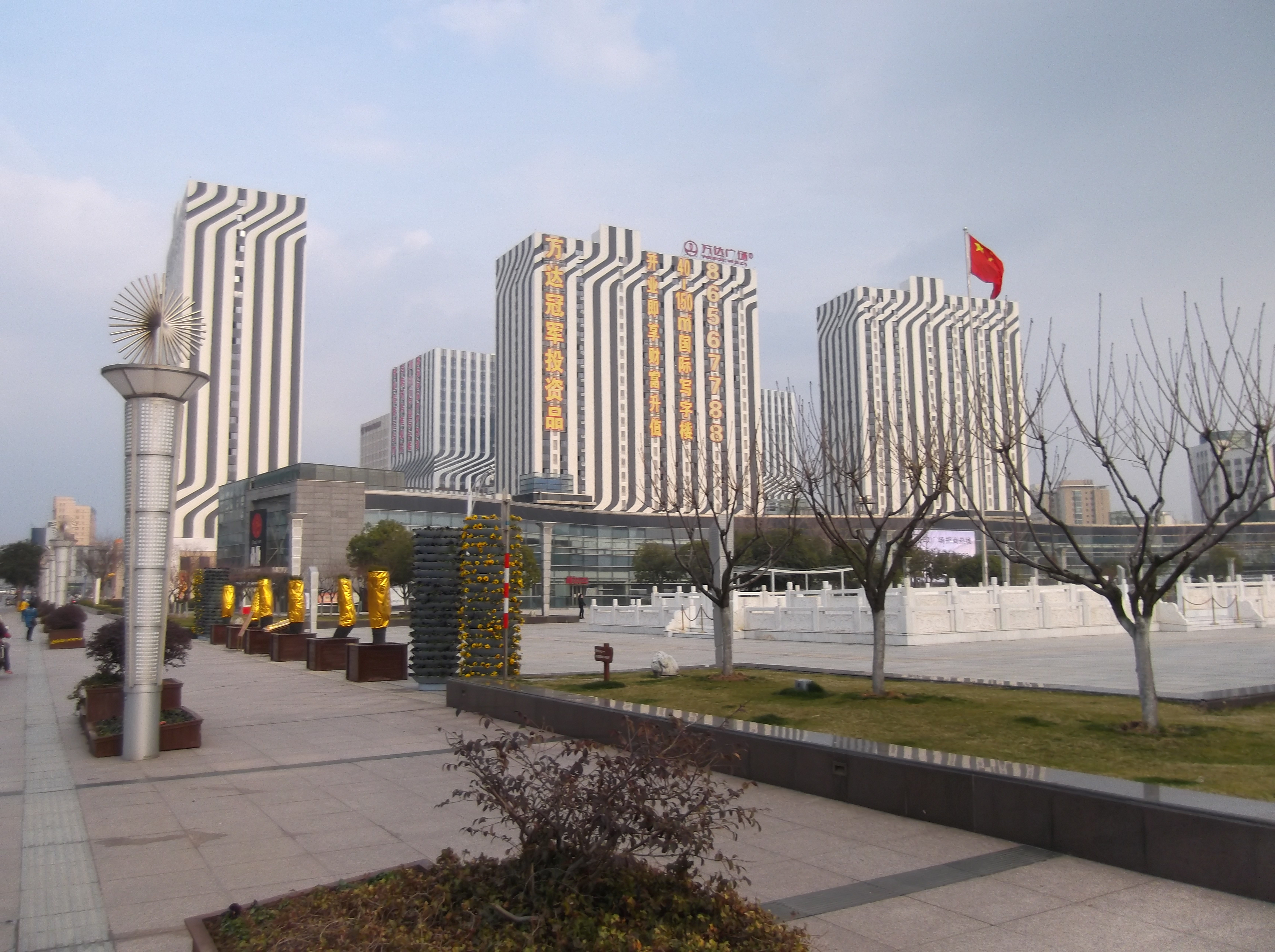
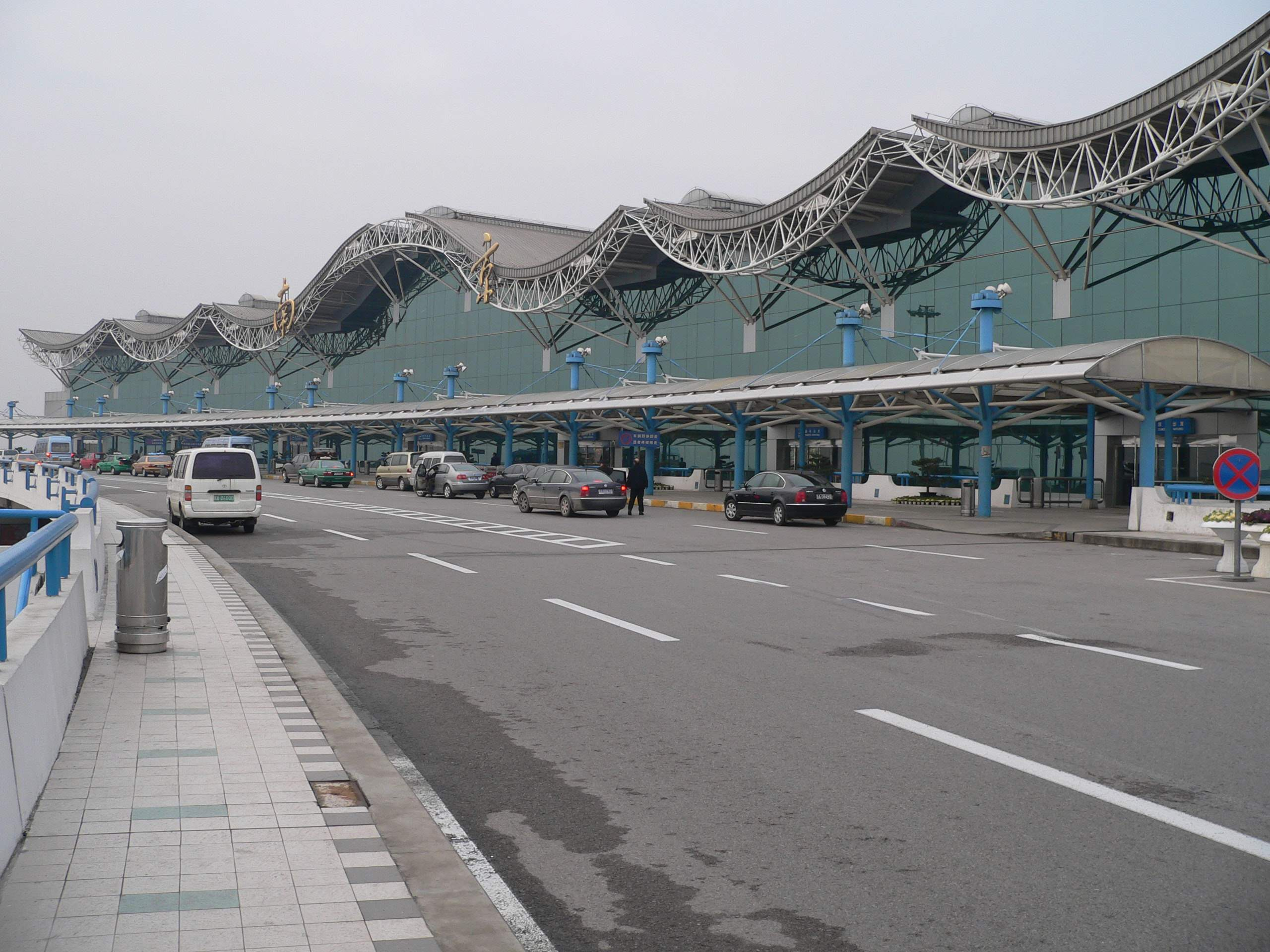
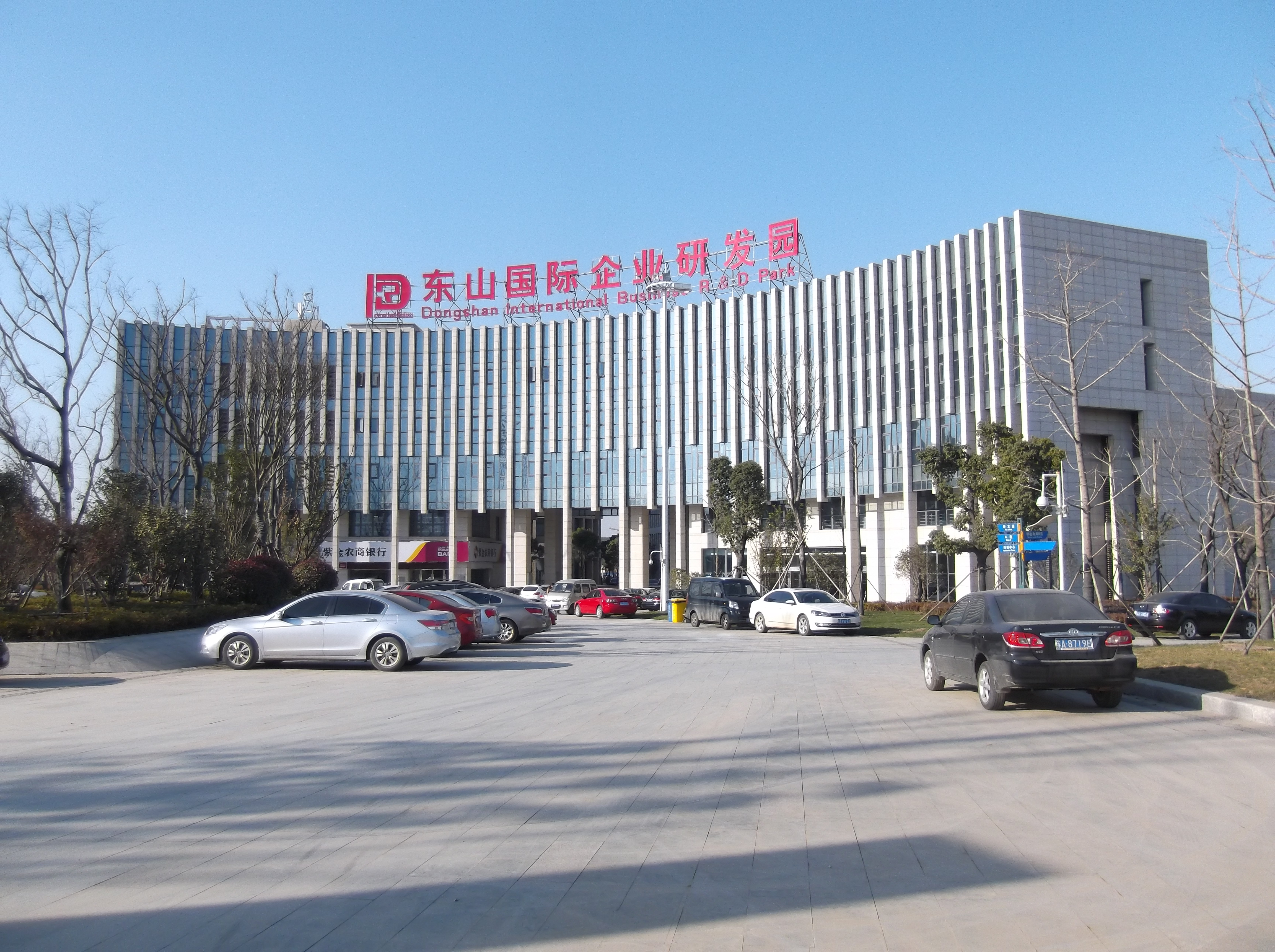
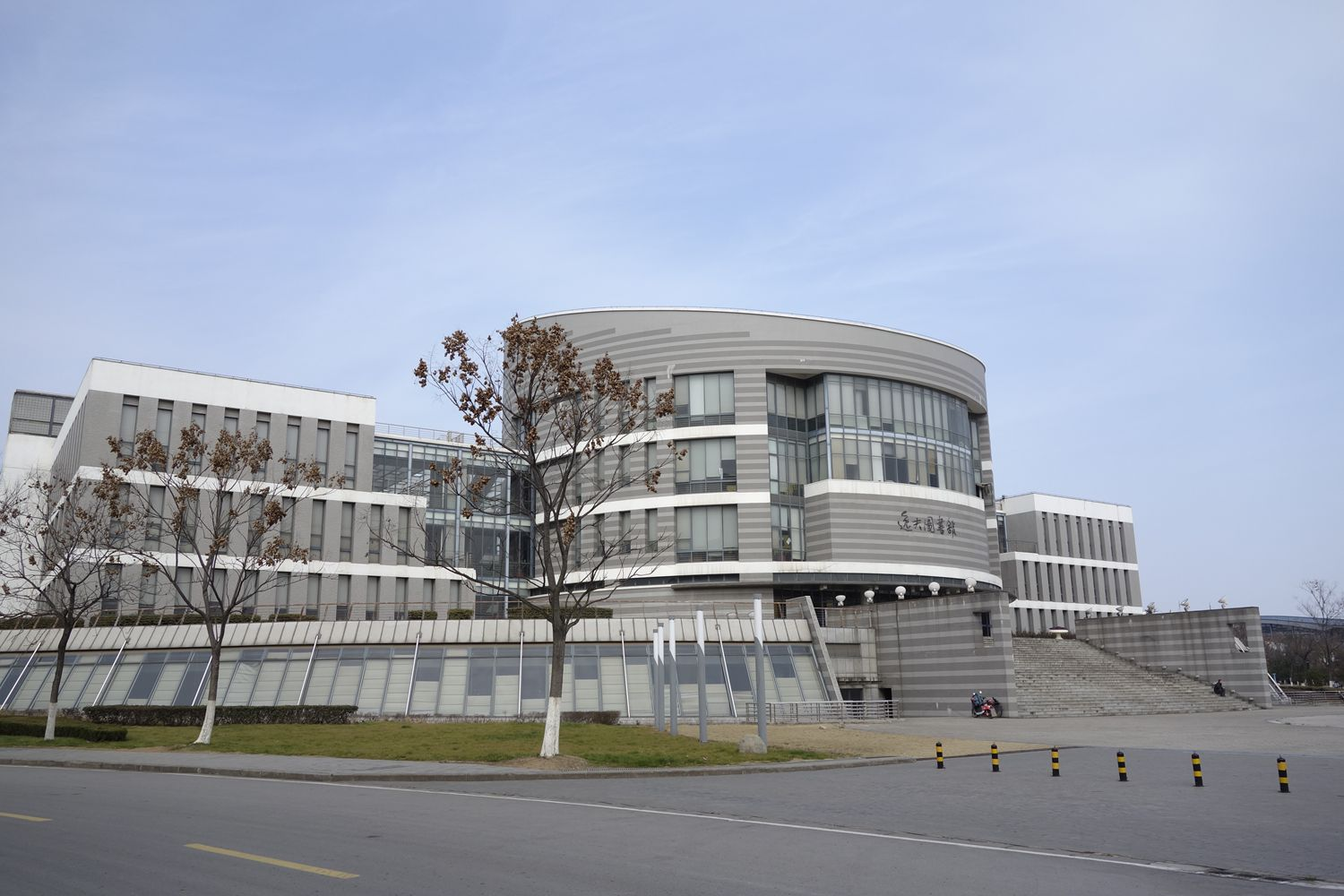
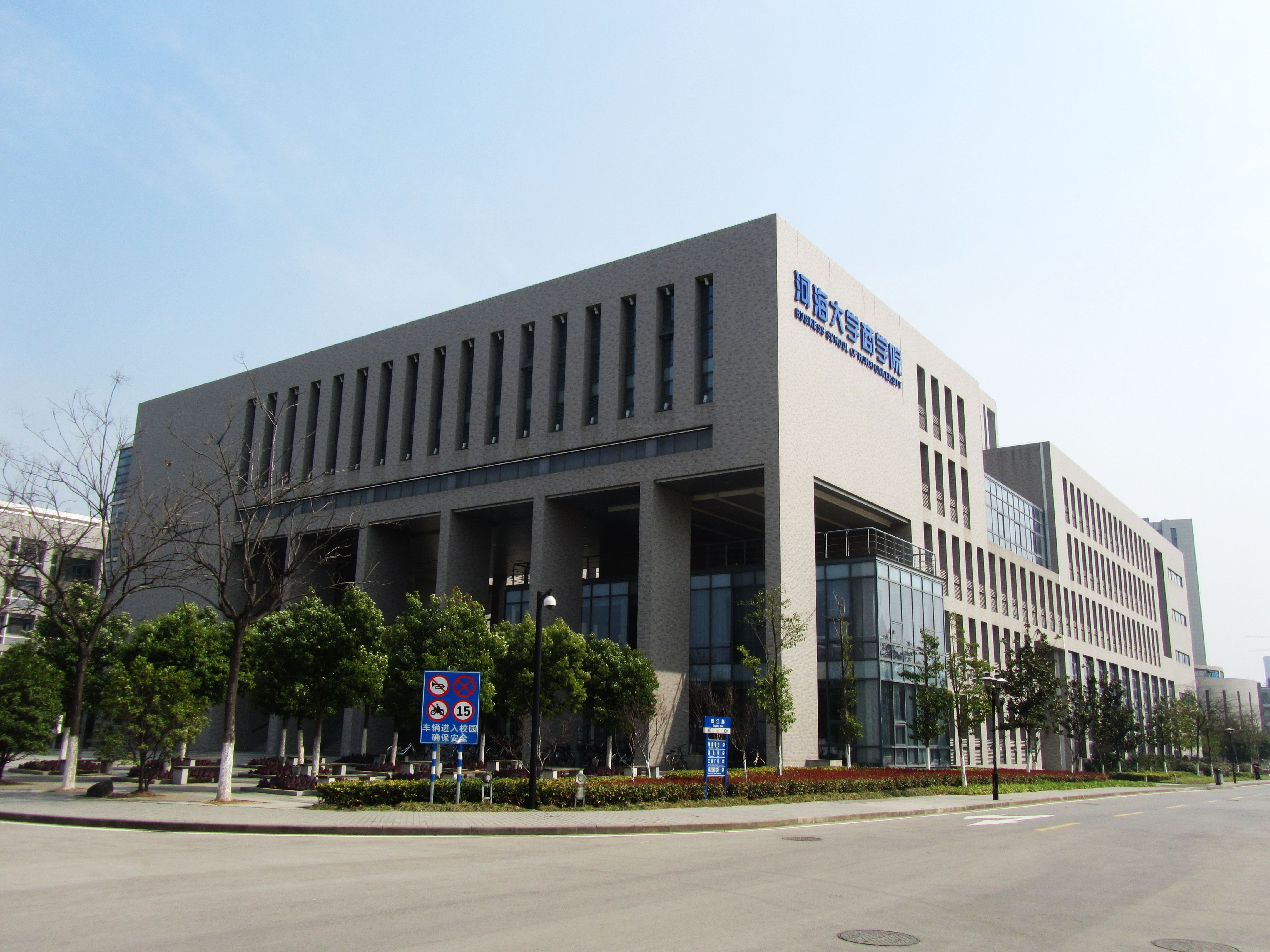
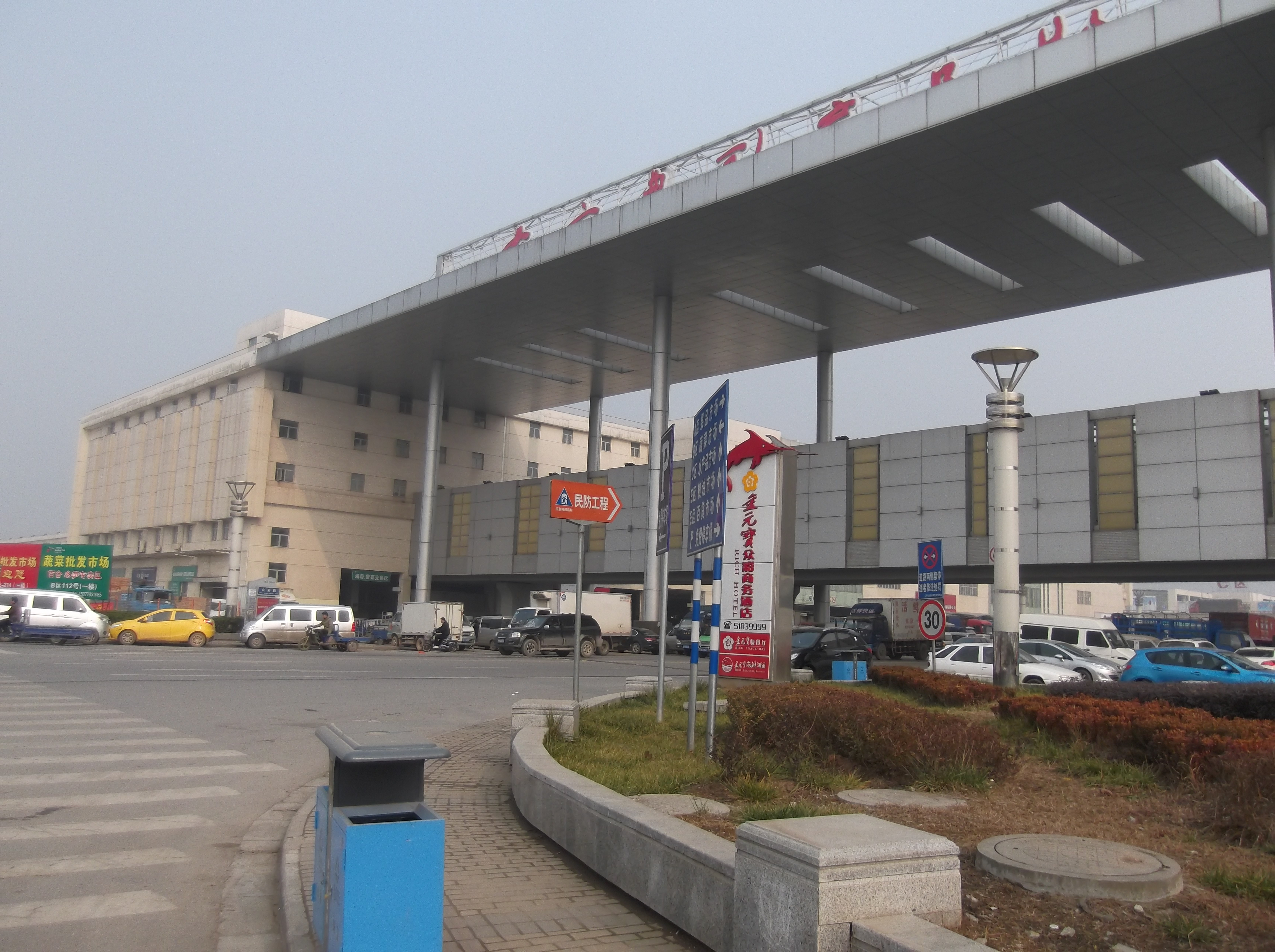
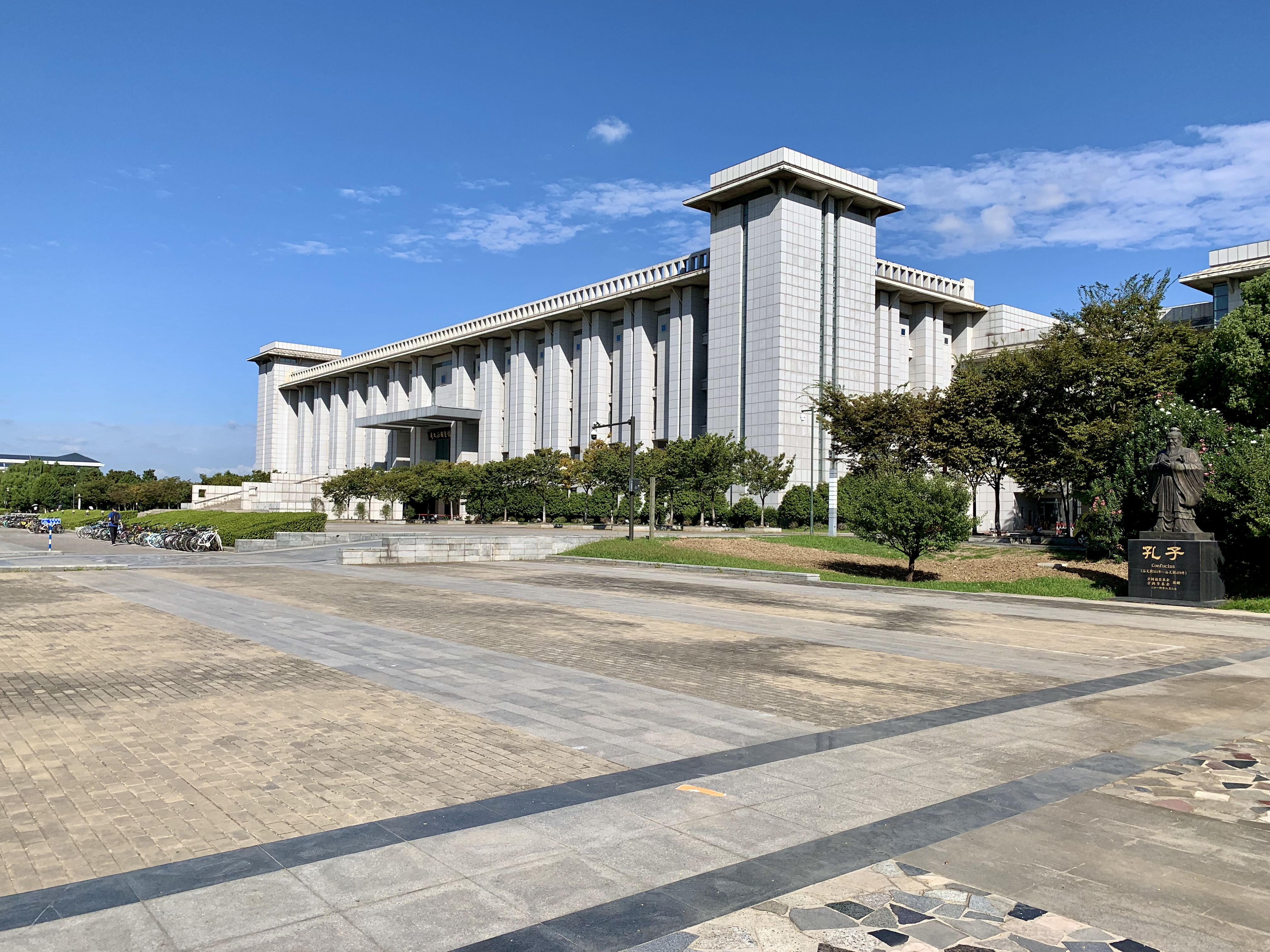
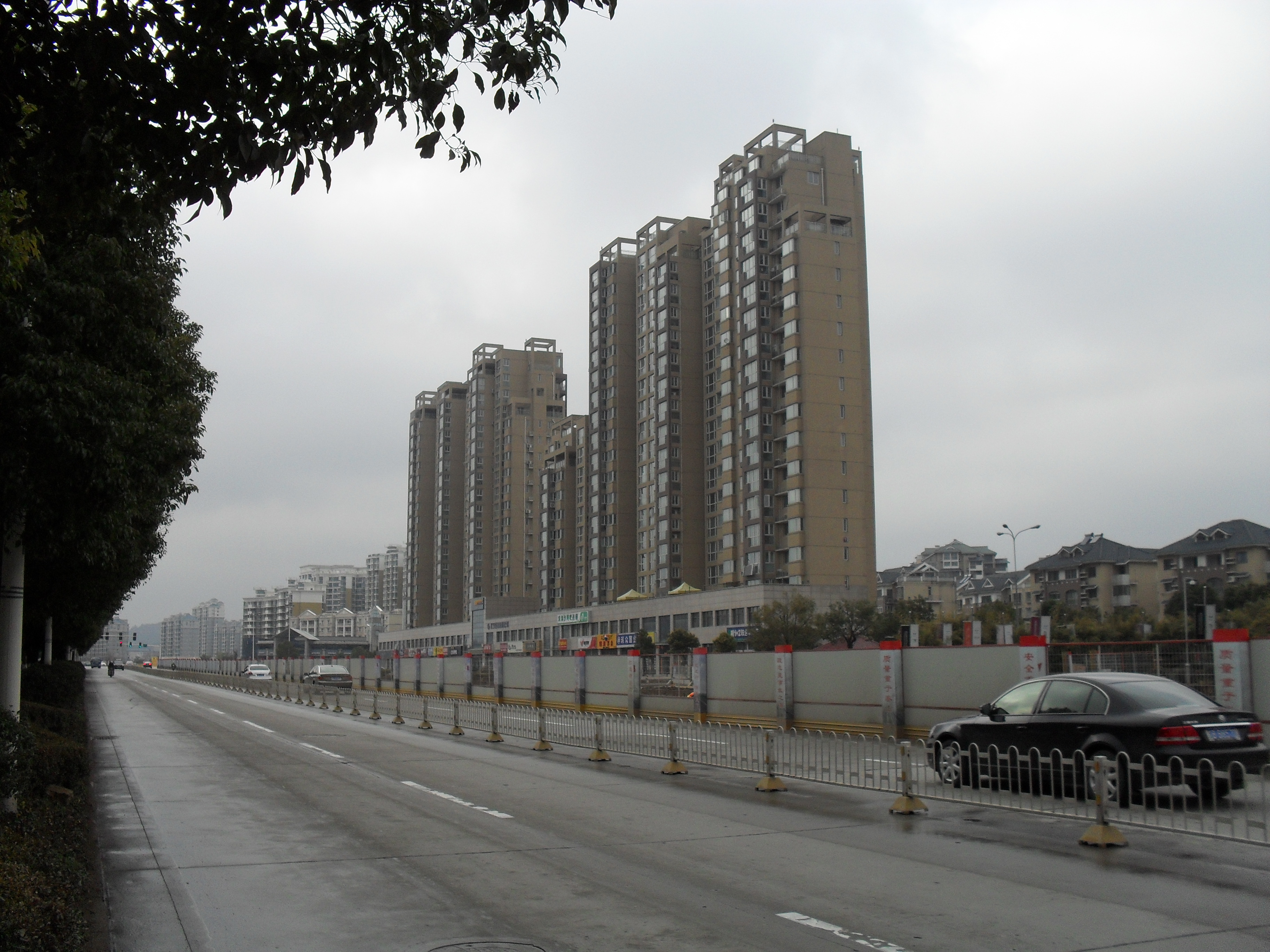
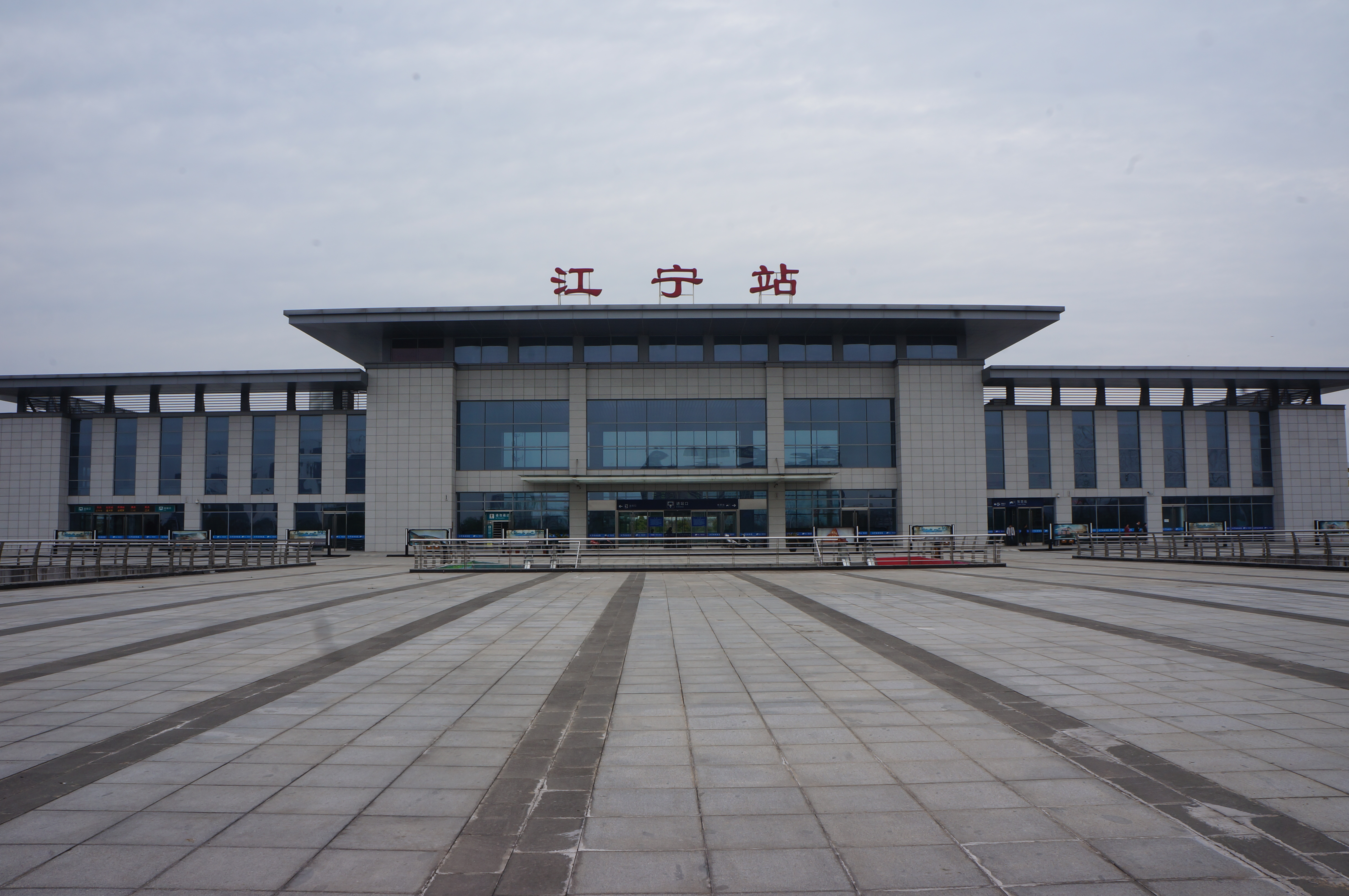
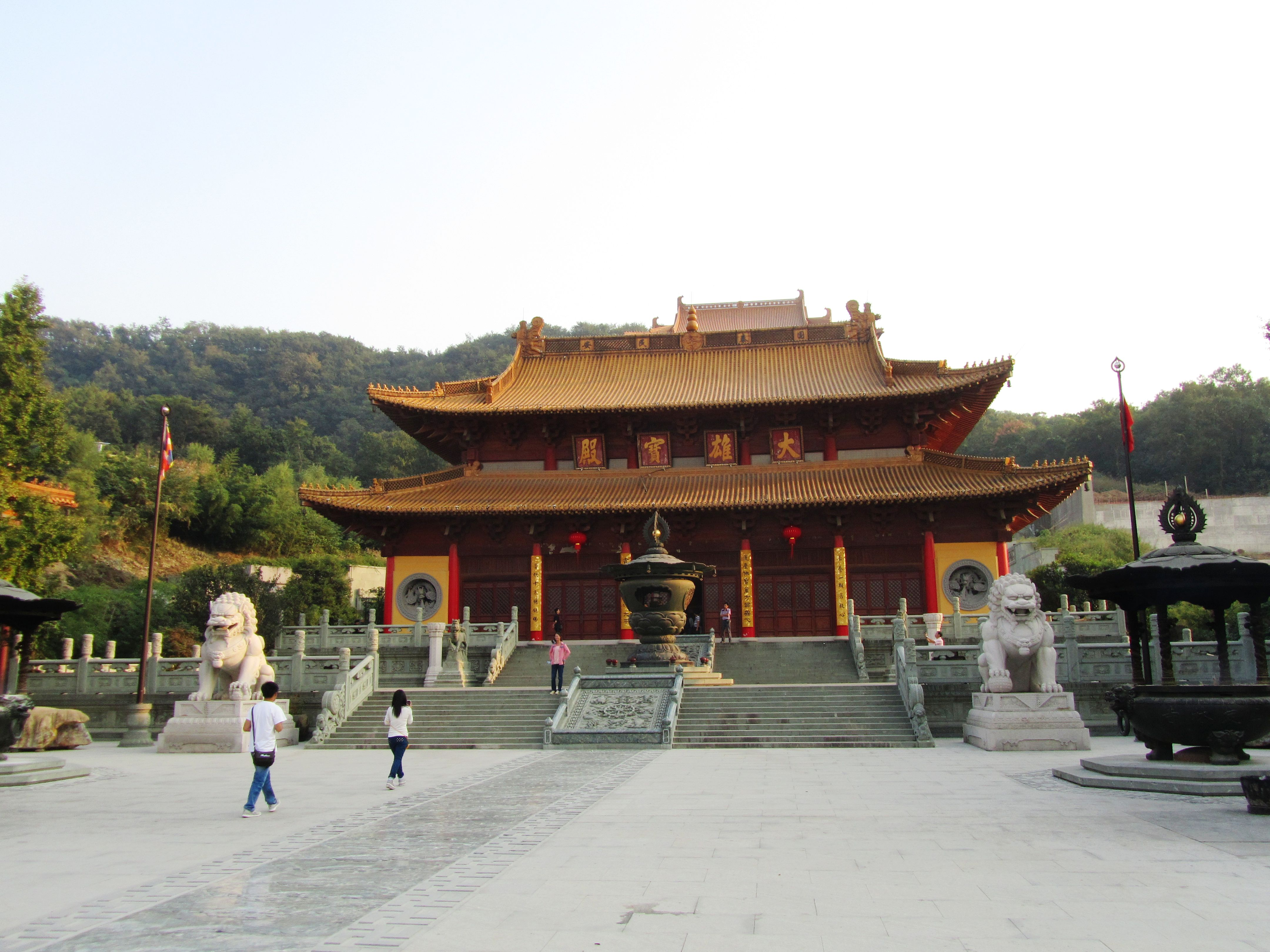